# Thea Garrett
Thea Garrett (født 15. marts 1992) er en maltesisk sanger, der repræsenterede Malta ved Eurovision Song Contest 2010 i Oslo, med sangen "My Dream". Hun nåede kun til 1. semifinale, og kom derfor ikke i finalen.